# Ross Zwolsman
Ross Zwolsman (ur. 3 sierpnia 1982 w Oostzaan) – holenderski kierowca wyścigowy.

## Kariera
Zwolsman rozpoczął karierę w wyścigach samochodowych w roku 1999, od startów w Niemieckiej Formule Ford 1800 oraz w Europejskiej Formule Ford. Podczas gdy w edycji europejskiej nie był klasyfikowany, w niemieckiej serii zajął trzynaste miejsce. W późniejszych latach startował także w Festiwalu Formuły Ford, Francuskiej Formule Ford, Niemieckiej Formule Renault, Europejskim Pucharze Formuły Renault 2000, Włoskiej Formule 3, Niemieckiej Formule 3, Bahrain F3 Superprix oraz w Formule 3 Euro Series. W Formule 3 Euro Series startował w latach 2004-2005. Podczas gdy w pierwszym sezonie startów nie był klasyfikowany, rok później dorobek dwóch punktów dał mu 20 miejsce w klasyfikacji końcowej.

## Statystyki
| Sezon | Seria                                  | Zespół                    | Wyścigi | Zwycięstwa | PP | NO | Podium | Punkty | Pozycja |
| ----- | -------------------------------------- | ------------------------- | ------- | ---------- | -- | -- | ------ | ------ | ------- |
| 1999  | Niemiecka Formuła Ford 1800            | Eifelland Racing          | 8       | 0          | 0  | 0  | 0      | 26     | 13      |
| 1999  | Europejska Formuła Ford                |                           |         |            |    |    |        | 0      | NS      |
| 2000  | Francuska Formuła Ford                 | Eifelland Racing          | 9       | 1          | 2  |    | 8      | 95     | 4       |
| 2000  | Niemiecka Formuła Ford 1800            |                           | 8       | 0          | 0  | 0  | 4      | 73     | 5       |
| 2000  | Festiwal Formuły Ford - Heats/Semi     |                           | 2       | 0          | 0  | 0  | 0      | 0      | NS      |
| 2001  | Niemiecka Formuła Renault              | Lauderbach Motorsport     | 8       | 0          | 0  | 0  | 0      | 56     | 11      |
| 2001  | Europejski Puchar Formuły Renault 2000 | Lauderbach Motorsport     | 6       | 0          | 0  | 0  | 0      | 2      | 32      |
| 2002  | Niemiecka Formuła Renault              | ma-con                    | 12      | 1          | 0  | 2  | 4      | 199    | 4       |
| 2002  | Niemiecka Formuła 3                    | Team Kolles Racing        | 10      | 0          | 0  | 0  | 0      | 0      | NS      |
| 2002  | Włoska Formuła 3                       | Team Kolles Racing        | 1       | 0          | 0  |    | 0      | 0      | NS      |
| 2002  | Masters of Formula 3                   | Team Kolles Racing        | 1       | 0          | 0  | 0  | 0      | N/A    | 21      |
| 2002  | Europejski Puchar Formuły Renault 2000 | MA-con Racing             | 1       | 0          | 0  | 0  | 0      | 0      | NS      |
| 2003  | Niemiecka Formuła Renault              | ma-con                    | 8       | 0          | 0  | 0  | 0      | 76     | 15      |
| 2003  | Europejski Puchar Formuły Renault 2000 | MA-con Racing             | 4       | 0          | 0  | 0  | 0      | 16     | 16      |
| 2003  | Niemiecka Formuła 3                    | Performance Racing Europe | 2       | 0          | 0  | 0  | 2      | 27     | 10      |
| 2004  | Formuła 3 Euro Series                  | TME                       | 2       | 0          | 0  | 0  | 0      | 0      | NS      |
| 2004  | Bahrain F3 Superprix                   | TME Racing                | 1       | 0          | 0  | 0  | 0      | N/A    | NS      |
| 2004  | Masters of Formula 3                   | HBR Motorsport            | 1       | 0          | 0  | 0  | 0      | N/A    | 26      |
| 2005  | Formuła 3 Euro Series                  | RZ Racing                 | 8       | 0          | 0  | 0  | 0      | 2      | 20      |
| 2005  | Masters of Formula 3                   | Ross Zwolsman             | 1       | 0          | 0  | 0  | 0      | N/A    | 17      |
| 2007  | ATS Formel 3 Cup                       | Rennsport Rössler         | 4       | 0          | 0  | 0  | 0      | 1      | 16      |